# محمد بن خالد القسري
كان محمد بن خالد القسري البجلي أحد الولاة أثناء العصر العباسي، وكان ابن خالد بن عبد الله القسري الشهير الذي وَلِيَ العراق لأربع عشرة سنة في العصر الأموي.
شارك محمد في الثورة التي أدت إلى تأسيس الدولة العباسية، ووُلِّيَ في السنة 141هـ (758—759م) إمارة مكة، والمدينة المنورة، وطائف من قبل الخليفة العباسي أبي جعفر المنصور، وذلك بعد عزل أميرها السابق زياد بن عبيد الله بن عبد المدان الحارثي، وحتى عُزل وحُبس هو نفسه عام 144هـ (761—762م)؛ فولي بعده رياح بن عثمان بن حيان المري. ويُقال أن سبب عزله وحبسه في المدينة هو أنه لم ينفذ أمر الخليفة المنصور بأن يلقيَ القبض على محمد بن عبد الله المُلقَّب "النفس الزكية،" وأخيه إبراهيم. فعندما ثارا محمد وإبراهيم على الخليفة المنصور عام 145هـ (762—763م)، أُطلق سراح القسري من السجن، ويُقال أنه هرب لاحقًا إلى الكوفة، حيث أمضى بقية حياته في دار عمرٍو بن عامر البجلي.